# Cylindrocaulus davidi
Cylindrocaulus davidi là một loài bọ cánh cứng trong họ Passalidae. Loài này được Boucher & Castillo miêu tả khoa học năm 1996.